# Aulonothroscus tschitscherini
Aulonothroscus tschitscherini là một loài bọ cánh cứng trong họ Throscidae. Loài này được Iablokov-Khnzorian miêu tả khoa học năm 1962.